# Sam il ragazzo del West
Sam il ragazzo del West (荒野の少年イサム, Koya no shōnen Isamu) è un manga scritto da Sohji Yamakawa e disegnato da Noboru Kawasaki. Ne è stata tratta una serie anime di 52 episodi trasmessa la prima volta in Giappone tra il 1973 e il 1974. In Italia è stata trasmessa per la prima volta da Rete 4 nel 1982.
Nello staff di realizzazione dell'anime lavorarono famosi autori come Shingō Araki (character design) e Hayao Miyazaki (curatore).

## Trama
Il giovane Isamu, detto Sam, è figlio di un uomo giapponese e di una donna pellerossa. Per questa ragione il ragazzo è oggetto di scherno e discriminazione nella società del vecchio West in cui vive. Il padre scompare quando è ancora in fasce e Sam viene allevato da una banda di crudeli fuorilegge, che lo rendono esperto nell'uso delle armi da fuoco.
Arrivato all'adolescenza, i suoi crudeli compagni lo sottopongono ad una terribile prova: rapinare la banca di El Paso, ma Sam, già stanco della vita da criminale e di tutta quella inutile crudeltà rifiuta di eseguire l'ordine. Dopo aver tratto in salvo il suo amico Big Stone e disarmato i suoi aguzzini, fugge per intraprendere una vita retta alla ricerca del proprio padre nel selvaggio West, senza sapere di averlo già ritrovato e di avergli risparmiato la vita.

## Manga
Il manga, scritto da Koji Yamakawa e illustrato da Noboru Kawasaki, è stato serializzato sulla rivista Weekly Shōnen Jump della Shūeisha dal 24 agosto 1971 all'11 dicembre 1973. I capitoli sono stati raccolti in 12 volumi tankōbon pubblicati dall'aprile 1972 al marzo 1974.
In Italia, la Goen lo ha pubblicato, per la prima volta dal 19 dicembre 2015 al 23 marzo 2019 nella collana Dansei Collection con il titolo Isamu - Sam, il ragazzo del West e in un formato più grande rispetto a quello originale, dividendo l'opera in 10 volumi equivalenti a quelli della ristampa giapponese uscita a partire dal 2013.

### Volumi
| Nº | Data di prima pubblicazione | Data di prima pubblicazione | Data di prima pubblicazione |
| Nº | Giapponese                  | Italiano                    | Italiano                    |
| -- | --------------------------- | --------------------------- | --------------------------- |
| 1  | aprile 1972                 | 19 dicembre 2015            | ISBN 978-88-6712-337-7      |
| 2  | agosto 1972                 | 9 dicembre 2016             | ISBN 978-88-6712-355-1      |
| 3  | novembre 1972               | 3 febbraio 2017             | ISBN 978-88-6712-388-9      |
| 4  | marzo 1973                  | 24 marzo 2017               | ISBN 978-88-6712-485-5      |
| 5  | maggio 1973                 | 30 settembre 2017           | ISBN 978-88-6712-559-3      |
| 6  | giugno 1973                 | 23 dicembre 2017            | ISBN 978-88-6712-747-4      |
| 7  | agosto 1973                 | 5 gennaio 2019              | ISBN 978-88-6712-758-0      |
| 8  | settembre 1973              | 16 febbraio 2019            | ISBN 978-88-6712-796-2      |
| 9  | ottobre 1973                | 16 marzo 2019               | ISBN 978-88-6712-870-9      |
| 10 | dicembre 1973               | 23 marzo 2019               | ISBN 978-88-6712-867-9      |
| 11 | gennaio 1974                | —                           | —                           |
| 12 | marzo 1974                  | —                           | —                           |

## Anime
La sigla italiana dell'anime Sam, ragazzo del West, è cantata da Nico Fidenco. In Italia la serie è stata pubblicata in DVD, e raccolta in cofanetti dalla Yamato Video.

### Doppiaggio

Sam nell'anime

Il doppiaggio italiano è stato curato presso lo studio Arizona sotto la direzione di Francesco Marcucci.
| Personaggio         | Doppiatore originale | Doppiatore italiano |
| ------------------- | -------------------- | ------------------- |
| Sam (Isamu)         | Akira Kamiya         | Oreste Baldini      |
| Barbara             |                      | Laura Boccanera     |
| Alan                |                      | Roberto Del Giudice |
| Cole                |                      | Oliviero Dinelli    |
| Rep (Retto Wingate) | Iemasa Kayumi        | Adolfo Lastretti    |
| Win                 |                      | Vittorio Di Prima   |
| Smith               |                      | Giorgio Locuratolo  |
| Big Stone           | Kiyoshi Kobayashi    | Diego Reggente      |
| Dan                 |                      | Massimo Rossi       |
| Clara               |                      | Laura Boccanera     |
| Tatunoshi Watari    |                      | Dario De Grassi     |
| Generale del forte  |                      | Mario Milita        |
| Anthony             |                      | Massimo Rossi       |
| Voce narrante       | Takeshi Kuwabara     | Dario Penne         |

Altre voci Manlio Guardabassi, Riccardo Garrone, Giuliano Santi, Mario Milita, Silvio Anselmo, Oliviero Dinelli, Bruno Scipioni, Giorgio Locuratolo, Willy Moser, Roberto Del Giudice, Diego Michelotti, Georgia Lepore, Dante Biagioni, Marco Guadagno, Franco Latini, Vittorio Di Prima, Aldo Barberito, Marco Bonetti, Carlo Allegrini.

### Episodi
| Nº | Titolo italiano Giapponese 「Kanji」 - Rōmaji                                           | In onda           | In onda |
| Nº | Titolo italiano Giapponese 「Kanji」 - Rōmaji                                           | Giapponese        |         |
| 1  | La prova 「燃えろ！サンボーイ」 - Moero! Sanbooi                                        | 4 aprile 1973     |         |
| 2  | Primo duello 「仕組まれた決闘」 - Shikuma re ta kettoo                                  | 11 aprile 1973    |         |
| 3  | Killer Paburo 「殺人鬼！パブロ」 - Satsujin oni! Pabu ro ikka                           | 18 aprile 1973    |         |
| 4  | Un vano giuramento 「イサムよ銃をとれ」 - Isamu yo jū o tore                            | 25 aprile 1973    |         |
| 5  | Questione di coscienza 「火をふけ！正義」 - Hi o fuke! Masayoshi                        | 2 maggio 1973     |         |
| 6  | Big Stone 「ビッグストーン登場」 - Biggu Sutoon toojoo                                  | 9 maggio 1973     |         |
| 7  | Watari Katunoshin 「日本の武士 勝之進」 - Nippon no bushi katsuyuki susumu              | 16 maggio 1973    |         |
| 8  | Sun Boy 「オーッ！サンボーイ」 - Oo!! San Booi                                          | 23 maggio 1973    |         |
| 9  | Festa di compleanno 「恐怖の誕生日」 - Kyoofu no tanjoo bi                              | 30 maggio 1973    |         |
| 10 | La dolorosa rivelazione 「名馬サンダー・ボルド」 - Meiba sandaa borudo                  | 6 giugno 1973     |         |
| 11 | L'incontro 「父と子の一本背負い！」 - Chichi to ko no ichi hon seoi!                    | 13 giugno 1973    |         |
| 12 | Una decisione difficile 「無法者への第一歩」 - Muhoomono e no daiippo                   | 20 giugno 1973    |         |
| 13 | Wanted 「驚異！ビックストーンの告白」 - Kyooi! Bikku Sutoon no kokuhaku                 | 27 giugno 1973    |         |
| 14 | La resa dei conti 「地獄のゴーストタウン」 - Jigoku no goosuto taun                     | 4 luglio 1973     |         |
| 15 | Duello nella città morta 「真夜中の決闘」 - Mayonaka no kettoo                          | 11 luglio 1973    |         |
| 16 | Fino all'ultimo colpo 「生か死か？弾丸は一発」 - Nama ka shi ka? Dangan wa ichi hatsu   | 18 luglio 1973    |         |
| 17 | Una nuova vita 「輝け！正義のイサム」 - Kagayake! Seigi no Isamu                        | 25 luglio 1973    |         |
| 18 | Ombre del passato 「死神を倒せ！」 - Shinigami o taose!                                 | 1º agosto 1973    |         |
| 19 | Il ranch Morrison 「試練！カウボーイ修業」 - Shiren! Kaubooi shūgyoo                    | 8 agosto 1973     |         |
| 20 | Guerra sui pascoli 「黒いハリケーン一味」 - Kuroi harikeen ichimi                       | 15 agosto 1973    |         |
| 21 | Coltello Nazuma 「敵か？謎のインディアン」 - Teki ka? Nazo no indian                    | 22 agosto 1973    |         |
| 22 | I fratelli Scorpion 「凶悪！サソリ兄弟」 - Kyooaku! Sasori kyoodai                      | 29 agosto 1973    |         |
| 23 | Una stella per Sam 「グリーンシティの大決闘」 - Guriin shiti no dai kettoo              | 5 settembre 1973  |         |
| 24 | Le Maschere Rosse 「ふたつの顔の悪魔を倒せ」 - Futatsu no kao no akuma o taose          | 12 settembre 1973 |         |
| 25 | Destini comuni 「ドクロのペンダント」 - Do kuro no pendanto                             | 19 settembre 1973 |         |
| 26 | Ranch Morrison addio 「さらばモリソン牧場」 - Saraba Morison bokujoo                    | 26 settembre 1973 |         |
| 27 | Billy the Kid 「対決！イサム対ビリィ・ザ・キッド」 - Taiketsu! Isamu tai Biri za Kiddo  | 3 ottobre 1973    |         |
| 28 | Il canyon dell'oro 「無法のゴールドキャニオン」 - Muhoo no goorudo kyanion              | 10 ottobre 1973   |         |
| 29 | Rivolta alla miniera 「火をふけ！ゴールドキャニオン」 - Hi o fuke! Goorudo kyanion      | 17 ottobre 1973   |         |
| 30 | Uccidere o morire 「悪鬼！ドーソン一家を撃て！」 - Akki! Dooson ikka o ute!             | 24 ottobre 1973   |         |
| 31 | L'attacco degli Angeli Neri 「総攻撃！黒い天使団」 - Soo koogeki! Kuroi Tenshi dan      | 31 ottobre 1973   |         |
| 32 | Il prezzo della vittoria 「壮烈！グリーン砦の攻防」 - Sooretsu! Guriin toride no kooboo | 7 novembre 1973   |         |
| 33 | Bakarus il pistolero 「風狂！的はずれの拳銃」 - Fūkyoo! Matohazure no kenjū             | 14 novembre 1973  |         |
| 34 | Il rapinatore solitario 「美少女！死の追跡」 - Bishoojo! Shi no tsuiseki                | 21 novembre 1973  |         |
| 35 | La vendetta del settimo anno 「七年目の復しゅう」 - Nana nen me no fukushū              | 28 novembre 1973  |         |
| 36 | Tamburi di guerra 「怒れ！インディアン」 - Okore! Indian                                | 5 dicembre 1973   |         |
| 37 | Il predicatore 「荒野にひびけ！愛の鐘」 - Arano ni hibike! Ai no kane                   | 12 dicembre 1973  |         |
| 38 | Il sole sorge ancora 「よみがえれ！汚れなき瞳」 - Yomigaere! Yogore naki hitomi         | 19 dicembre 1973  |         |
| 39 | Nel cielo del West 「はばたけ翼！西部の空を」 - Habatake tsubasa! Seibu no sora o       | 26 dicembre 1973  |         |
| 40 | Soldi facili 「追撃！真犯人は誰だ」 - Tsuigeki! Shinhannin wa dare da                   | 2 gennaio 1974    |         |
| 41 | La mappa strappata 「謎のゴーストタウン」 - Nazo no goosuto taun                        | 9 gennaio 1974    |         |
| 42 | I due sceriffi 「輝け！保安官バッジ」 - Kagayake! Hoan kan bajj i                       | 16 gennaio 1974   |         |
| 43 | La legge del più forte 「決断!正義の反逆児」 - Ketsudan! Seigi no han sakago            | 23 gennaio 1974   |         |
| 44 | Il piccolo rapinatore 「負けるなちびっこガンマン」 - Makeru na chibikko gan man         | 30 gennaio 1974   |         |
| 45 | Lotta sul fiume 「のっとられた蒸気船」 - Nottora re ta jooki sen                        | 6 febbraio 1974   |         |
| 46 | La figlia dello sceriffo 「誕生！西部一の女保安官」 - Tanjoo! Seibu ichi no jo hoan kan | 13 febbraio 1974  |         |
| 47 | La terra promessa 「熱砂!!幌馬車はゆく」 - Nessa!! Horo basha wa yuku                   | 20 febbraio 1974  |         |
| 48 | La città senza legge 「無法！国境の町」 - Muhoo! Kokkyoo no machi                       | 27 febbraio 1974  |         |
| 49 | L'orientale 「父か？謎の東洋人」 - Chichi ka? Nazo no tooyoo jin                        | 6 marzo 1974      |         |
| 50 | Il rapimento 「勝之進！正義の木刀」 - Katsuyuki shin! Seigi no bokutoo                  | 13 marzo 1974     |         |
| 51 | Alla volta di Red River 「急げ！父はレッド・リバー」 - Isoge! Chichi wa Reddo Ribaa     | 20 marzo 1974     |         |
| 52 | Finalmente riuniti 「再会！父よ・我が子よ!!」 - Saikai! Chichi yo waga ko yo!!          | 27 marzo 1974     |         |